# 24376 Ramesh
24376 Ramesh è un asteroide della fascia principale. Scoperto nel 2000, presenta un'orbita caratterizzata da un semiasse maggiore pari a 2,3091550 UA e da un'eccentricità di 0,1852655, inclinata di 6,25059° rispetto all'eclittica.
È stato intitolato a Vinayak Ramesh (1990), studente premiato nel 2008 al concorso internazionale Intel per la scienza e l'ingegneria.